# Dolmen du Bois
Le dolmen du Bois, appelé aussi pierre Chavatte ou Cuisine des Sorciers, est une allée couverte située à Hamel, dans le département français du Nord.

## Historique
M. Bottin, secrétaire de la Société des sciences de Lille, donna une description détaillée de l'édifice après une visite sur place en 1805. Il comporte alors quatre dalles supports en place mais deux furent renversées par des ouvriers vers 1830.
Il est classé au titre des monuments historiques le 18 avril 1914. 

## Description
L'édifice comporte encore deux orthostates recouverts d'une table de couverture. Cette dernière mesure 3,40 m de longueur sur 2,45 m de large et 0,35 m d'épaisseur. Selon la description de Bottin, il s'agirait d'une allée couverte d'environ 5 m de long sur 1 m à 1,30 m de large, ouvrant vers le sud. Toutes les dalles sont en grès très dur et très fin, de couleur rose clair.
La surface de la table de couverture comporte une douzaine de cavités cylindriques, d'une largeur et d'une profondeur de 7 à 8 cm, dont huit sont prolongées par des rigoles de 10 à 12 cm de longueur qui sont peut-être d'origine naturelle mais dont la régularité et le poli indiquent une intervention humaine. Selon L. Desailly leur disposition correspondrait à une représentation de la constellation de la Grande Ourse.

## Folklore
Selon la tradition locale, les pierres n'ont pas été taillées de mains d'homme et elles servaient de cuisine à des sorciers ou de refuge à des êtres malfaisants, appelés Caramaras, et à des bohémiens nomades. L'origine du nom de pierre Chavatte viendrait soit de chavatte ou chawatte, nom en patois local de la chouette, ou d'une déformation du mois savate, en raison des cavités et sillons visibles sur la table assimilées à des empreintes de talon. Le nom de Cuisine des Sorciers viendrait de ces mêmes cavités cylindriques qui peuvent faire penser à de petits pots.